# Туросна (приток Рессы)
Туросна (Турусна) — река в Калужской области России.
Протекает по территории Мещовского и Мосальского районов. Устье реки находится в 52 км по правому берегу реки Ресса. Длина реки составляет 22 км, площадь водосборного бассейна — 266 км².

## Данные водного реестра
По данным государственного водного реестра России относится к Окскому бассейновому округу, водохозяйственный участок реки — Угра от истока и до устья, речной подбассейн реки — Бассейны притоков Оки до впадения Мокши. Речной бассейн реки — Ока.
По данным геоинформационной системы водохозяйственного районирования территории РФ, подготовленной Федеральным агентством водных ресурсов:
- Код водного объекта в государственном водном реестре — 09010100412110000021214
- Код по гидрологической изученности (ГИ) — 110002121
- Код бассейна — 09.01.01.004
- Номер тома по ГИ — 10
- Выпуск по ГИ — 0

### Притоки (км от устья)
- 5 км: река Булановка (пр)
- 5 км: река Сороченка (пр)
- река Каменка (?)